# Route 128 (Nouveau-Brunswick)
Pour les articles homonymes, voir Route 128.
La route 128 est une route secondaire du Nouveau-Brunswick située dans le sud-est de la province dans la grande région de Moncton. Son tracé est long de 14 km (8,7 mi) entre Lutes Mountain et Moncton.

## Description du tracé
La route 128 débute à Lutes Mountain sur la route 126, à quelques kilomètres à l'ouest de la côte magnétique. Elle se dirige d'abord vers le sud-ouest pendant 5 km (3,1 mi) en étant parallèle à la route 2, qu'elle croise après avoir bifurqué vers l'est à Berry Mills, avec un échangeur avec la route Homestead. La route 128 devient ensuite le chemin Berry Mills, une ligne droite entre la route 2 et la route 15 (boulevard Wheeler), qu'elle croise à l'ouest de Moncton. La route 128 continue ensuite son trajet vers l'est en étant nommée la promenade Killam, traversant Moncton. Elle prend fin à la jonction avec la route 126 (chemin Mountain) au nord-ouest du centre-ville de Moncton.

## Histoire
La route 128 fut numérotée ainsi en 1965, remplaçant l'ancienne route 30. En 1997, la route 128 fut prolongée de 5 km (3,1 mi) vers le nord-est, jusqu'à Lutes Mountain, empruntant une ancienne section de la route 2. De plus, en 2003, la route 128 fut raccourcie de 2 km (1,2 mi) alors que la section de Moncton (promenade Killam) fut transférée à la ville de Moncton.

## Intersections majeures
| Comté       | Ville          | km    | Destinations                                         | Notes                 |
| ----------- | -------------- | ----- | ---------------------------------------------------- | --------------------- |
| Westmorland | Lutes Mountain | 0,00  | NB-126 – Moncton, Miramichi                          |                       |
| Westmorland | Berry Mills    | 3,10  | Chemin Homestead                                     | Échangeur             |
| Westmorland | Berry Mills    | 4,90  | NB-2 – Saint-Jean, Fredericton, Sackville            | Sortie 446 de la NB-2 |
| Westmorland | Moncton        | 11,80 | NB-15 – Moncton, Riverview, Shédiac, Sackville       | Sortie 3 de la NB-15  |
| Westmorland | Moncton        | 13,30 | Avenue Purdy / Promenade Russ Howard / Rue Collishaw | Carrefour giratoire   |
| Westmorland | Moncton        | 13,90 | NB-126 (Chemin Mountain)                             |                       |
|             |                |       |                                                      |                       |